# 29 април
29 април е 119-ият ден в годината според григорианския календар (120-и през високосна). Остават 246 дни до края на годината.

## Събития
- 1672 г. – Армията на Луи XIV напада Холандия.
- 1770 г. – Джеймс Кук акостира край днешния Сидни (Австралия) и нарича залива Ботани
- 1859 г. – Започва Австро-итало-френска война.
- 1872 г. – Започва първото общо събрание на БРЦК в Букурещ, на което инициатор е Васил Левски.
- 1877 г. – Създадено е Българското опълчение.
- 1879 г. – Александър I Батенберг е избран за княз на България от Първото велико народно събрание.
- 1917 г. – Гео Милев е ранен и впоследствие губи едното си око.
- 1918 г. – Павло Скоропадски извършва държавен преврат в Украйна и се обявява за хетман.
- 1945 г. – Втората световна война: Подписани са условията за предаването на немските армии в Италия.
- 1945 г. – Втората световна война: Венеция е превзета от съюзниците.
- 1945 г. – Втората световна война: Адолф Хитлер се жени за Ева Браун в Берлин и в завещанието си посочва за свой приемник адмирал Карл Дьониц.
- 1945 г. – Втората световна война: Американските войски освобождават затворниците в концлагера в Дахау.
- 1946 – Катастрофа при гара „Хумата“
- 1965 г. – Направена е първата снимка на спътника на Плутон Харон.
- 1970 г. – Виетнамска война: САЩ и силите на Южен Виетнам нахлуват в Камбоджа в преследване на Виет Конг.
- 1986 г. – Бангладеш попада под опустошителен циклон, който става причина за смъртта на 139 хил. души; без дом остават над 10 млн. души.
- 1986 г. – При пожар в обществената библиотека на Лос Анджелис изгарят или са повредени 400 хил. тома книги.
- 1999 г. – При Операция „Съюзна сила“ на НАТО в Югославия е разрушена Авалската телевизионна кула (203 м) край Белград.
- 2005 г. – Сирия окончателно изтегля войските си от Ливан след 29 години окупация.
- 2005 г. – Apple издават Macintosh OS X 10.4 (известен като Тигър).
- 2011 г. – Състои се сватбата на Уилям, Херцог на Кеймбридж и Кейт Мидълтън.
- 2017 г. – Турция блокира достъпа до Уикипедия от съображения за националната сигурност.

## Родени
- 534 г. – Талиесин, първият уелски поет († 599 г.)
- 1727 г. – Жан-Жорж Новер, френски балетист и балетен хореограф († 1810 г.)
- 1785 г. – Карл Драйс, немски изобретател († 1851 г.)
- 1818 г. – Александър II, император на Русия († 1881 г.)
- 1837 г. – Жорж Буланже, френски генерал и политик († 1891 г.)
- 1854 г. – Анри Поанкаре, френски математик и физик († 1912 г.)
- 1863 г. – Константинос Кавафис, гръцки поет († 1933 г.)
- 1863 г. – Уилям Хърст, американски издател († 1951 г.)
- 1875 г. – Рафаел Сабатини, английски писател († 1950 г.)
- 1878 г. – Андрей Николов, български скулптор († 1959 г.)
- 1881 г. – Методий Попов, български биолог († 1954 г.)
- 1886 г. – Курт Пинтус, немски писател († 1975 г.)
- 1893 г. – Елисавета Багряна, българска поетеса († 1991 г.)
- 1893 г. – Харолд Юри, американски физико-химик, Нобелов лауреат през 1934 г. († 1981 г.)
- 1896 г. – Констанца Кирова, българска певица († 1991 г.)
- 1897 г. – Георги Шпагин, руски оръжеен конструктор († 1952 г.)
- 1899 г. – Дюк Елингтън, американски джазмузикант († 1974 г.)
- 1901 г. – Хирохито, император на Япония († 1989 г.)
- 1903 г. – Николай Крилов, съветски маршал († 1972 г.)
- 1907 г. – Фред Зинеман, американски режисьор от австрийски произход († 1997 г.)
- 1908 г. – Джон Уилямсън, американски писател († 2006 г.)
- 1919 г. – Жерар Ури, френски актьор, режисьор и продуцент († 2006 г.)
- 1922 г. – Лъчезар Аврамов, български политик († 2003 г.)
- 1926 г. – Владимир Свинтила, български писател († 1998 г.)
- 1929 г. – Валтер Кемповски, немски писател († 2007 г.)
- 1930 г. – Жан Рошфор, френски актьор († 2017 г.)
- 1931 г. – Лони Донеган, шотландски музикант († 2002 г.)
- 1935 г. – Любомир Левчев, български поет и писател († 2019 г.)
- 1938 г. – Душко Аврамов, македонски поет († 1998 г.)
- 1943 г. – Ненад Джамбазов, писател от Република Македония
- 1946 г. – Васа Ганчева, българска режисьор († 2011 г.)
- 1946 г. – Джон Уотърс, американски режисьор
- 1950 г. – Филип Нойс, австралийски режисьор
- 1952 г. – Дейвид Айк, британски писател
- 1954 г. – Масааки Сузуки, японски диригент
- 1954 г. – Владимир Береану, български журналист, тв водещ
- 1955 г. – Кейт Мългрю, американска актриса
- 1956 г. – Радко Влайков, български дипломат
- 1957 г. – Даниъл Дей-Люис, ирландски актьор
- 1958 г. – Мишел Пфайфър, американска актриса и певица
- 1960 г. – Робърт Сойер, канадски писател
- 1969 г. – Пол Адълстайн, американски актьор
- 1969 г. – Моника Ринк, немска поетеса
- 1970 г. – Андре Агаси, американски тенисист от арменски произход
- 1970 г. – Ума Търман, американска актриса
- 1971 г. – Димитър Карадалиев, български футболист
- 1973 г. – Давид Бел, създател на паркура
- 1973 г. – Мартин Кесиджи, немски музикант
- 1975 г. – Юрий Шулман, американски шахматист от беларуски произход
- 1992 г. – Гаел Н'лундулу, френски футболист
- 2002 г. - Холгер Руне, датски тенисист

## Починали
- 1658 г. – Джон Кливланд, британски поет (* 1613 г.)
- 1760 г. – Партений Павлович, български книжовник (* ок. 1695)
- 1876 г. – Генадий Невелской, руски изследовател (* 1813 г.)
- 1922 г. – Александър Бърнев, български военен деец (* 1868 г.)
- 1933 г. – Константинос Кавафис, гръцки поет (* 1863 г.)
- 1947 г. – Карел Чурда, чешки боец от съпротивата (* 1910 г.)
- 1951 г. – Лудвиг Витгенщайн, австрийски философ (* 1889 г.)
- 1954 г. – Леон Жуо, френски профсъюзен деятел, Нобелов лауреат (* 1879 г.)
- 1955 г. – Димитър Ташев, български революционер (* 1874 г.)
- 1961 г. – Константин Щъркелов, български художник (* 1889 г.)
- 1980 г. – Алфред Хичкок, британски режисьор (* 1899 г.)
- 2007 г. – Ивица Рачан, хърватски политик и държавник (премиер) (* 1944 г.)
- 2008 г. – Алберт Хофман, швейцарски химик (* 1906 г.)
- 2011 г. – Джоана Ръс, американска писателка (* 1937 г.)
- 2014 г. – Боб Хоскинс, британски актьор (* 1942 г.)
- 2014 г. – Ивета Бартошова, чешка певица (* 1966 г.)
- 2021 г. – Райна Каблешкова, български историограф и етнолог (* 1948 г.)

## Празници
- ЮНЕСКО – Международен ден на танца (от 1982 г.)
- Международен ден на балета
- България – Ден за почитане загиналите при трудови злополуки (от 1996 г.)
- Италия – Празник на град Верона